# Verdiso

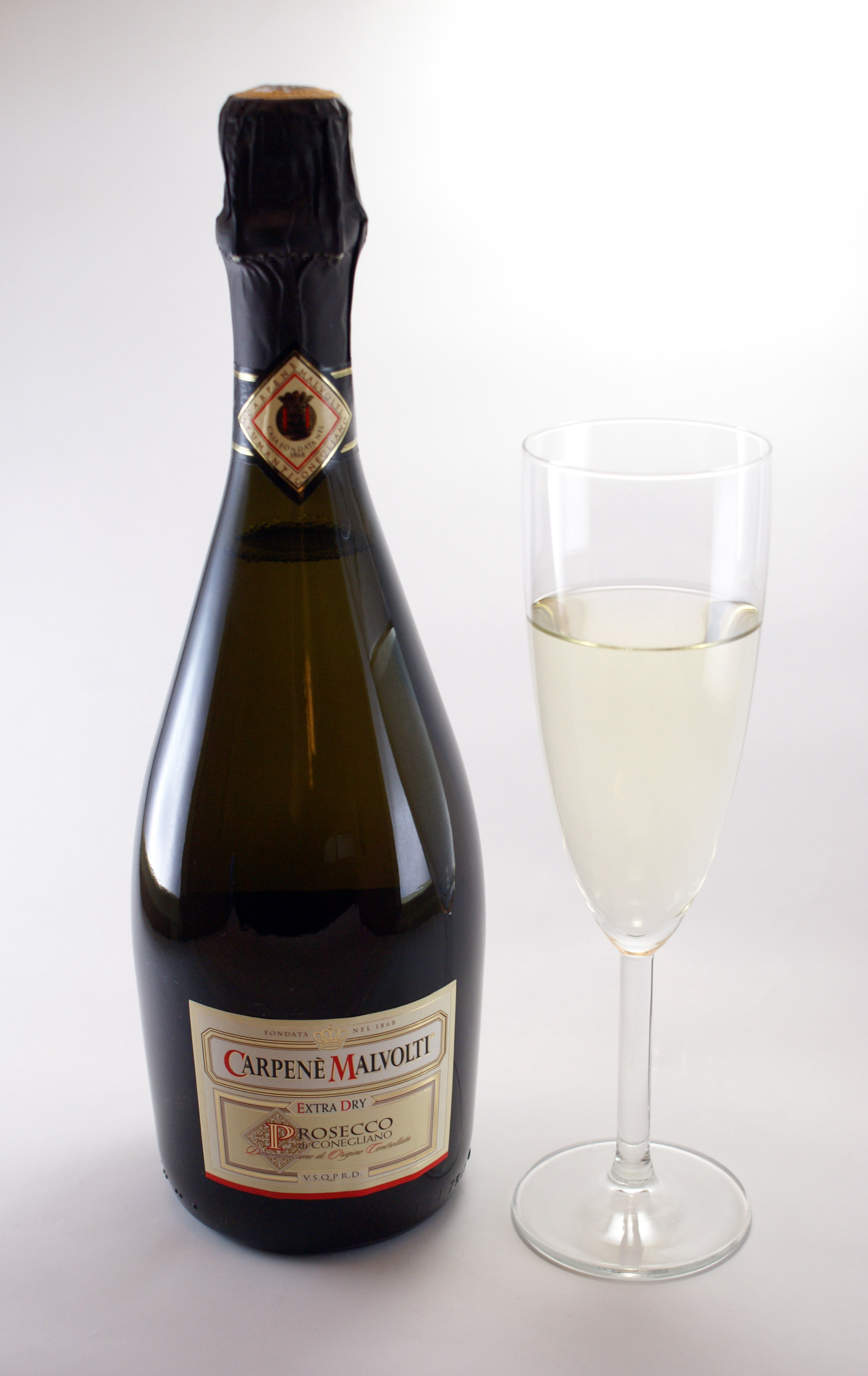
La verdisco es un componente minoritario del vino espumoso italiano de la DOC Prosecco.

La verdiso es una uva blanca de vino italiana que crece sobre todo en la provincia de Treviso, en la región del Véneto, al noreste de Italia. Es una variedad permitida en el vino espumoso de la Denominazione di origine controllata (DOC) Prosecco, localizada al norte de la ciudad de Treviso, a lo largo del río Piave.

## Regulación de la DOC
Para poder usarse en la DOC Prosecco, la verdiso debe ser cosechada en un rendimiento no mayor a las 12 toneladas/hectárea. El vino debe tener, al menos, un 85% de glera y la verdiso está permitida para rellenar el 15% restante de la mezcla. Otras variedades permitidas para ser mezcladas son la chardonnay, la pinot gris y la pinot blanc. El vino resultante debe tener un alcohol mínimo del 10,5%. Las botellas de la DOC Prosecco que contengan verdiso pueden ser etiquetadas como "Superiore di Cartizze", aunque para ello tienen que tener un nivel mínimo de alcohol del 11% y usar solamente uvas de los viñedos a 1000 pies de altura de la montaña de Cartizze.

## Sinónimos
Los sinónimos de esta variedad son groppeta, pedevendia, perduti perevenda, peverenda, verdia, verdia de campagna, verdia bianca di conegliano, verdiga, verdiger, verdisa, verdisa bianca trevignana, verdisa grossa, verdisco, verdise, verdise bianca, verdisio, verdiso gentile, verdiso zentil, verdisone, verdiza y verdisot.